# Nogaltepec
Nogaltepec är en ort i Mexiko.   Den ligger i kommunen Mazatlán Villa de Flores och delstaten Oaxaca, i den sydöstra delen av landet, 280 km sydost om huvudstaden Mexico City. Nogaltepec ligger 2 000 meter över havet och antalet invånare är 149.
Terrängen runt Nogaltepec är huvudsakligen mycket bergig. Nogaltepec ligger uppe på en höjd. Runt Nogaltepec är det ganska tätbefolkat, med 52 invånare per kvadratkilometer. Närmaste större samhälle är Huautla de Jiménez, 16,3 km nordost om Nogaltepec. I omgivningarna runt Nogaltepec växer huvudsakligen savannskog.